# Natri bicarbonat
Natri bicarbonat (tiếng Anh: sodium bicarbonate. Danh pháp IUPAC: sodium hydrogencarbonate) là một hợp chất vô cơ có công thức hóa học NaHCO3. Do được sử dụng rất rộng rãi trong thực phẩm nên nó còn có nhiều tên gọi khác: thuốc muối, muối nở, baking soda, cooking soda, ... Trong ngôn ngữ giao tiếp thông thường, tên của nó được rút ngắn xuống còn natri bicarb, bicarb soda, hoặc chỉ đơn giản là bicarb. Dù soda là tên thông thường của các muối natri carbonat Na2CO3 cũng như natri bicarbonat NaHCO3, nhưng thực tế thường gọi natri bicarbonat là baking soda, còn natri carbonat là soda.
Chất này thường ở dạng bột mịn, trắng, dễ hút ẩm nhưng tan ít trong nước, khi có sự hiện diện của ion H+ thì khí CO2 sẽ được tạo ra. Được sử dụng nhiều trong các ngành công nghiệp hóa chất, thực phẩm, dược phẩm; là một phụ gia thực phẩm thuộc nhóm INS500 (gồm natri carbonat (I), natri hidrocarbonat (II), natri sesquicarbonat(III) trong đó INS (International Numbering System) là hệ thống đánh chỉ số quốc tế do Ủy ban Tiêu chuẩn Thực phẩm quốc tế Codex xác định cho mỗi chất phụ gia). Chất này theo hệ thống "số E" của châu Âu được gọi là E500(II). Natri bicarbonat thường có tính chất sủi bọt.

## Tính chấtvật lý
Natri hidrocarbonat là một chất rắn màu trắng có dạng tinh thể đơn tà và trông giống như bột, hơi mặn và có tính kiềm tương tự như loại soda dùng trong tẩy rửa (natri carbonat, tức E500(I), công thức hóa học Na2CO3) do đó nếu muốn cũng có thể dùng baking soda như một chất tẩy rửa.
Khác với nhiều muối hidrocarbonat và muối của kim loại kiềm khác, NaHCO3 ít tan trong nước, đôi khi có thể coi như là không tan.
Ngoài tự nhiên, baking soda được tìm thấy trong quặng nahcolite ở những nơi có hoặc từng có suối khoáng, loại khoáng chất này được tạo ra từ hàng ngàn năm trước khi mà các sông hồ bị bay hơi một cách nhanh chóng bởi nhiệt độ cao.

## Tính chấthóa học
- Natri bicarbonat là muối acid do có nguyên tử H linh động trong thành phần gốc acid, thể hiện tính acid yếu. Tuy nhiên vì NaHCO3 là muối của acid yếu (H2CO3) nên có thể tác dụng với acid mạnh hơn (ví dụ HCl…), giải phóng khí CO2, do đó NaHCO3 cũng thể hiện tính base và tính chất này chiếm ưu thế hơn tính acid[5].
- Trong dung dịch nước thì NaHCO3 bị thủy phân tạo môi trường base yếu:

NaHCO3 + H2O → NaOH + H2CO3
Môi trường này có thể làm đổi màu quỳ tím nhưng không đủ mạnh để làm đổi màu dung dịch phenolphthalein.
- Tác dụng với acid mạnh tạo thành muối và nước, đồng thời giải phóng khí CO2:

2NaHCO3 + H2SO4 → Na2SO4 + 2H2O + 2CO2↑
- Tác dụng với base tạo thành muối mới và base mới:

NaHCO3 + Ca(OH)2 → CaCO3 + NaOH + H2O
hoặc tạo thành hai muối mới:
2NaHCO3 + Ca(OH)2 → CaCO3 + Na2CO3 + 2H2O
- Tác dụng với NaOH tạo thành muối trung hòa và nước:

NaHCO3 + NaOH → Na2CO3 + H2O
- Dưới tác dụng của nhiệt độ, NaHCO3 chuyển hóa qua lại với Na2CO3 theo phản ứng:

2NaHCO3 ←t°→ Na2CO3 + H2O + CO2

## Sản xuất
- NaHCO3 chủ yếu được điều chế bằng công nghệ Solvay, là một chất trung gian của quá trình này. Phương pháp là cho phản ứng giữa calci carbonat , natri chloride và amonia. Tại thời điểm năm 2001, quy mô sản xuất khoảng 100.000 tấn mỗi năm.[6]
- NaHCO3 có thể thu được từ phản ứng của carbon dioxide với dung dịch natri hydroxide trong nước. Phản ứng ban đầu tạo ra natri carbonat:

CO2 + 2NaOH → Na2CO3 + H2O
Sau đó cho thêm carbon dioxide tới dư để tạo natri bicarbonat. Dung dịch sau đó được cô đặc đủ để thu được muối khan:
Na2CO3 + CO2 + H2O → 2NaHCO3
- Sản lượng thương mại của các loại bánh soda cũng được sản xuất bằng phương pháp tương tự: tro soda, loại được khai thác từ quặng trona ((Na3HCO3)2.H2O)[6], đem hòa tan vào nước và xử lý với carbon dioxide. Natri bicarbonat được tạo ra ở dạng rắn theo phản ứng:

Na2CO3 + CO2 + H2O → 2NaHCO3

## Ứng dụng
- Vì khi gặp nhiệt độ cao hay tác dụng với chất có tính acid, baking soda sẽ giải phóng ra khí CO2 (carbon dioxide/khí carbonic), do đó nó thường được dùng trong nấu ăn, tạo xốp cho nhiều loại bánh như bánh quy, muffin, quẩy…, vào các loại nước giải khát[5], thêm vào xốt cà chua hay nước chanh để làm giảm nồng độ acid, hoặc cho vào nước ngâm đậu hay lúc nấu sẽ làm giảm thời gian chế biến, đậu mềm ngon và hạn chế tình trạng bị đầy hơi khi ăn các loại hạt đậu, đỗ. Baking soda cũng rất hiệu quả khi được dùng để chế biến các món thịt hầm hay gân, cơ bắp động vật tương tự như nấu đậu, có được điều đó là do tính acid của khí carbonic khi được giải phóng đã ngấm vào và làm mềm các loại thực phẩm.
- Trong y tế, baking soda còn được gọi là thuốc muối[3], được dùng trung hòa acid, chữa đau dạ dày hay giải độc do acid; dùng làm nước súc miệng hoặc sử dụng trực tiếp: chà lên răng để loại bỏ mảng bám và làm trắng… Thành phần NaHCO3 còn giúp giảm lượng dầu trên da, da dầu là nguyên nhân chính của mụn trứng cá.
- Ngoài sử dụng trực tiếp cho con người, NaHCO3 còn được dùng lau chùi dụng cụ nhà bếp, tẩy rửa các khu vực cần vệ sinh nhờ tính năng mài mòn, tác dụng với một số chất (đóng cặn), rắc vào các khu vực xung quanh nhà để chống một số loại côn trùng.
- Ngoài ra NaHCO3 còn có nhiều ứng dụng trong công nghiệp da, cao su và chất chữa cháy.[2]Tạo ra hiệu ứng màu vàng chói trong pháo hoa...